# وعیب الحنه
وعیب حنه (در عربی: وعیب الحنه) روستای کوچکی از توابع شهر دبا الفجیره در نوار ساحلی کرانهٔ دریای عمان از توابع امارت فجیره از امارات هفتگانه دولت امارات متحده عربی واقع شده‌است.
این روستای باستانی در پایهٔ کوه (شمس) واقع شده‌است. مؤرخ و تاریخ‌نویس مشهور «سالم بن معتوق المعرفی» می‌گوید: در دوران گذشته روستایی بسیار آباد و پررونق بوده‌است، و از این روستا فقها و علماء و شعراء بسیاری برخاسته‌اند و شهرتش آفاق را گرفته بوده‌است.

## جمعیت
جمعیت روستا در حدود ۵۵ نفر (۱۷ خانوار) می‌باشند که از اهل سنت و مالکی مذهب هستند. شغل عمدهٔ مردم روستا کشاورزی و دامداری است. حدود ۵۰۰۰ اصله نخل خرما در روستا وجود دارد.